# Jon Rivera
Jon Henry Rivera (San Juan, 5 gennaio 1996) è un pallavolista portoricano.
Gioca nel ruolo di opposto nei Cafeteros de Yauco.

## Carriera
La carriera di Jon Rivera inizia nei tornei scolastici portoricani, giocando per il San Ignacio de Loyola; nel 2014 fa parte della nazionale Under-21 impegnata nel campionato nordamericano. Dopo il diploma studia negli Stati Uniti d'America, partecipando alla NCAA Division I dal 2015 al 2018 con la Southern California.
Ritorna a Porto Rico nella stagione 2018, firmando il suo primo contratto professionistico coi Cafeteros de Yauco, nella Liga de Voleibol Superior Masculino.